# Prosciutto di Praga
Il prosciutto di Praga (in ceco Pražská šunka; in tedesco Prager Schinken) è un prosciutto cotto affumicato al faggio originario della Boemia; si trova normalmente in commercio senz'osso, anche se intero con osso è ritenuto più pregiato.

## Storia
Il prosciutto cotto affumicato venne messo in commercio per la prima volta intorno al 1860 da Antonín Chmel, norcino del mercato Zvonařka di Praga posto sulle Nuselské schody.
Il prosciutto di Praga ebbe molto successo nelle esportazioni negli anni 1920 e 1930, tanto che altri paesi iniziarono a copiare la ricetta.
Nel 2007 Tomáš Karpíšek, proprietario di una nota catena di ristorazione, ottenne il brevetto del nome Pražská šunka, ma l'Unione Ceca delle Industrie di Lavorazione della Carne vinse un ricorso, ottenendo l'annullamento del brevetto. Considerato uno dei prodotti gastronomici più importanti della Repubblica Ceca, la denominazione "Pražská šunka" è stata riconosciuta come specialità tradizionale garantita e quindi tutelata dal diritto comunitario dell'Unione europea. Per tale motivo, nelle altre regioni i prodotti simili devono utilizzare nomi come "prosciutto tipo Praga" o simili, anziché l'originale "prosciutto di Praga". Peraltro, i governi di Austria, Germania, Italia, Serbia e Slovacchia si sono opposti al riconoscimento europeo, data l'esistenza di prodotti simili chiamati con lo stesso nome, ma realizzati con tecniche differenti e senza utilizzare il tipico "taglio di Praga". Il governo ceco ha raggiunto un accordo con tutti gli opponenti, tranne la Slovacchia.

## Consumo
Il prosciutto di Praga viene normalmente tagliato a coltello ed è servito tradizionalmente dai ristoranti della capitale boema e dai venditori di strada, accompagnato da un contorno di patate lesse e una birra nazionale ceca.